# Doom 3
『Doom 3』（ドゥームスリー）は、id Softwareが開発しActivisionが発売した、ホラー要素を含んだファーストパーソンシューターである。DOOMシリーズにおける1度目のリブートであり、過去作のDOOM・Doom IIおよび次作DOOM（2016年版）との物語上の繋がりは無い。
Doom 3はまず2004年8月3日にMicrosoft Windows向けに発売された。後にLinuxに対応し、Aspyr MediaによってMac OS Xにも移植された。Vicarious VisionsによってXboxに移植され（Xbox 360にも下位互換性がある）、2005年4月3日に発売された。イギリスの開発会社Splash Damageもマルチプレイヤーのデザインにおいて開発協力した。

## 概要
上記の通り、本ゲームはDoomシリーズの1度目のリブートであり、これまでのDoomシリーズの物語を仕切り直した。ゲームデザインも過去作のように大量の敵を素早く倒していく物から、ホラーゲームの要素を取り入れた、暗く狭い場所で少数の敵と慎重に戦う物に変更されている。
Doom 3は、軍事産業のコングロマリットが瞬間移動や生物学、高度な武器設計のような分野の研究をするための研究施設を作り上げた2145年の火星が舞台である。しかし、瞬間移動の実験は軽率にも地獄への門を開いてしまい、デーモンによる破滅的な侵略を招いた。名も無き宇宙海兵隊員となるプレイヤーは基地での死闘を戦い抜き、地獄から来たデーモンが地球を攻撃するのを防ぐ方法を見つけなければならない。Doom 3は賞を授与されたゲームエンジンであるid Tech 4を特徴としている。これは以来、他の開発者にもライセンスされており、その後、2011年11月にGNU General Public Licenseのもとに公開された
本作はid Softwareにとって批評・商業面で成功を収めた。ソフトの売上本数は350万本を超え、発売当時においてはidが開発した中で最も成功したゲームである。評論家はゲームのグラフィックと演出を評価したが、 ゲームプレイにおいては、ただ多くの敵キャラクターと戦うことだけに注力されている、オリジナルのDoomにどの程度近いかで評価が分かれた。
本作の後に、2005年4月にNerve Softwareが開発した拡張パックのDoom 3: Resurrection of Evilが続き、シリーズに緩やかに基づくDoomの映画が2005年10月に封切られた。マシュー・J・コステロが書いたDoom 3のノベライズシリーズが2008年2月に初登場した。
2012年の第四半期に、すべての拡張パックが最初から入っており、ゲームプレイの改善も施された『BFG Edition』が発売された。
2016年に発売されたDOOMでは2度目のリブートが行われたため、本作との物語の繋がりは無くなり、ゲームデザインも大きく方向を変えてホラー要素が撤廃された。

## ゲームデザイン

### シングルプレイヤー
Doom 3は、一人称視点からプレイするストーリードリブンのアクションゲームである。これまでのDoomシリーズと同じく、主要な目的は、プレイヤーキャラクターを真剣に殺そうとしてくる様々な敵キャラクターを倒し無事ステージを通過することである。しかしながら、Doom 3のよりストーリー重視なアプローチは、プレイヤーが友好的でストーリーの重要な情報や目的、インベントリのアイテムを提供してくれるノンプレイヤーキャラクターに頻繁に遭遇するということを意味する。本作はプレイヤーが生き残るための十個の武器を搭載しており、その中には短機関銃や散弾銃、手榴弾のような通常の小火器や、プラズマ兵器、Doomシリーズの伝統であるBFG 9000とチェーンソーが含まれる。敵は複数の形で、別の能力と戦術をもって来るが、ゾンビかデーモンのどちらかの大分類に分けられる。ゾンビはデーモンの力に取りつかれた人間であり、素手と格闘武器を使ってか、小火器でプレイヤーキャラクターを攻撃してくる。一方のデーモンは地獄から来たクリーチャーであり、そのほとんどが鉤爪やトゲを使うか、プラズマベースの火の玉を召喚して攻撃してくる。デーモンの屍は死後灰に帰し、死体の痕跡を残さない。
本作のステージはかなり直線的であり、ホラー要素が存在している。中でも最も際立っているのは闇である。このデザインの選択はプレイヤーの中の不安や恐怖の感覚を助長することだけではなく、プレイヤーが攻撃してくる敵を見づらくなりそうな、より脅威的なゲーム環境を作成するということも意図されている。この側面はプレイヤーが武器を持つかフラッシュライトを持つか選択しなければならず(2012年に発売されたBFGエディションが「duct tape mod」を標準の機能にするまで)、部屋に入る際にプレイヤーに視覚を取るか、構えた武器を取るか選択させ、結果としてプレイヤーのペースがより慎重になるという事実によりさらに補強される。さらに、ステージには決まって屍や切断された死体の一部や血痕が散らばっており、時々ゲーム中の照明に連動してプレイヤーを混乱させるために使われる。
無線通信はプレイヤーのコミュニケーションデバイスを通して頻繁に受信され、プレイヤーを不安にさせるためのノンプレイヤーキャラクターからの特定の音やメッセージを流すことで、雰囲気も加える。ゲームの初め、基地が混乱の渦に巻き込まれるイベントの間と直後に、無線送信器越しに頻繁に戦闘音や叫び、断末魔が聞こえる。取り巻く音は蒸気を上げるパイプや足音、機械などから出る時折の調子はずれの大きなノイズなどを通して、基地自体に及んでいる。取り巻く音はゲームの敵から出る深呼吸や不明な声、デーモンの嘲笑のようにも聞こえる。
ゲームの初め、プレイヤーは携帯情報端末 (PDA)を与えられる。PDAはセキュリティ・クライアンスレベルを内蔵し、別にロックされ立ち入り禁止になっている特定のエリアにアクセスできるようになる。加えて、PDAはメールを読むのとプレイヤーキャラクターがゲーム中に獲得するビデオを再生するのに使える。プレイヤーがゲームを通して見つかるほかのどのPDAを拾っても、必ず中身が自動的にプレイヤー自身のデバイスにダウンロードされる。他のPDAにはしばしば他のキャラクターのメールやオーディオログが存在し、ストレージやドアのキーコードなどの便利な情報であったり、重要なストーリーの詳細である可能性がある。

### マルチプレイヤー
Doom 3は発売時に4つのゲームモードがある4人プレイヤーのマルチプレイヤー要素があった。しかし、本作のコミュニティがこれを8人から16人プレイヤーにまで押し上げるMODを作成した。後に、Resurrection of Evil拡張で、公式にプレイヤー制限が8人に増えた。4つのゲームモードはすべてデスマッチである。標準のデスマッチゲームモードはプレイヤーがステージ中を動き回り、武器を集め他のプレイヤーを殺すというものであり、ゲーム終了時にもっともキル数の多いプレイヤーが勝利する。これのチーム版は同じルールになっている。三つめのゲームモードは「ラストマンスタンディング」であり、各プレイヤーにリスポーン数の制限があり、プレイヤーは殺されるたびにライフを失う。最終的に一人のプレイヤー以外ゲームから排除され、生き残ったものが勝者となる。最後のゲームモードは「トーナメント」であり、二人のプレイヤーが一騎討ちし、他のプレイヤーは観戦する。戦いの勝者はアリーナに残り、前のラウンドの勝者が負けるまで他のプレイヤーが一度に一人ずつ戦う。その後敗者は観戦者に回り、新しい勝者は残り、次のプレイヤーと戦う。Doom 3のXbox版にも主要なシングルプレイヤーゲームに二人プレイヤーの追加協力プレイモードが搭載されている。
2010年4月15日に、Xbox Liveサービスが閉鎖されたため、オリジナルのXbox版のこのサービスを経由したオンラインマルチプレイヤーはもう利用できず、クライアントはXlink KaiなどのLANトンネリングアプリケーションを通してしかオンラインでプレイすることができない。

## 梗概

### 設定
Doom 3は2145年が舞台である。ゲームのストーリーや会話の多くはマシュー・J・コステロによって作成された。ゲームのバックストーリーによれば、ユニオン・エアロスペース・コーポレーション(UAC)は現存する中で最も巨大な法人になるまでに成長し、火星に研究施設を築いた。この基地でUACは、高度な武器の開発や、生物学、宇宙開発、瞬間移動などの多くの科学的分野の研究を行うことができた。火星という研究所の位置により、UACは法とモラルの境界を越えて活動を行うことができた。プレイヤーがゲームを進めていくにつれ、基地の雇用者たちが、声を聞いていることや、不明なものを見ること、偏執病や狂気のケースが増加していることに関するたくさんの出来事のため、不安定な状態にあり、しばしば施設の機械との深刻な事故につながってしまうことが分かってくる。UACのデルタラボ部門での実験の本質に関する噂は特に基地の雇用者の間で広まっている。

### あらすじ
Doom 3の物語はゲーム中の会話とカットシーンのみならず、ゲームのいたるところで見つかる電子メールやオーディオログ、ビデオファイルも通して語られる。本作は、UACの火星基地への主要なアクセスであるマーズシティにエリオット・スワンとジャック・キャンベルが到着し、地球の輸送船から降りる所で幕開ける。プレイヤーの名も無き海兵隊員はちょうど彼らの後ろにいる。エリオットとジャックは、まずこの事件と施設についての苦情の調査の一環として、マルコム・ベトルーガー博士と会い、白熱した会議をしており、 主人公の海兵隊員は命令でトーマス・ケリー曹長のところに向かっていた。トーマスは主人公に、連絡を絶ったデルタラボの科学者を見つけるよう指示を与えた。主人公は近くの閉鎖された通信施設で科学者を見つけ、彼はそこで、マルコムの瞬間移動実験について、地球上のUACに死に物狂いで警告を送ろうとしていた。しかし、彼が主人公にこの状況について説明しようとした時に、もう一つの瞬間移動実験が行われ、封じ込みが失われてしまった。その時、地獄の力がテレポーターのポータルを通って押し寄せてきたために、火星基地全体が異常な衝撃波に見まわれ、基地の職員のほとんどがゾンビに変わってしまった。
否応なくゾンビ化した基地職員と地獄から来たデーモンからの攻撃を受け流し、主人公はマーズシティに帰還した。そこでトーマスは、遠隔から主人公に別の海兵隊の分隊(ブラボー・チーム)と合流し、主要な通信施設への遭難信号を含む伝送カードを手に入れ、増援を求めるよう指示を与えた。主人公が基地を進んでいくと、エリオットとジャックが生きており、また火星のこの状況が含まれる恐れのあるメッセージが送信されないように、通信施設へ行く中途であることがわかる。海兵隊の分隊はデーモンに待ち伏せされ、エンプロ・プラントで虐殺されていた。主人公は伝送カードを回収したとはいえ、ジャックの手で通信施設の装備品の大半が破壊されるのを防ぐためにはあまりにも遅すぎたが、トーマスがバックアップシステムへの道を教え、 そこで主人公は増援を呼ぶというトーマスの命令に従うか、侵略の正確な本質がわかるまで、地球が脅かされないように、火星は孤立させておくべきだとするエリオットの主張を受け入れるか、選択肢を与えられる。主人公は、通信を送るか送らないかによるが、トーマスかエリオットにデルタラボに行くよう指示される。
デルタラボへの道すがら、主人公はベトルーガーに接触され、彼が地球を侵略し地獄と協力して動いているとはっきりと分かった。主人公が地球に遭難信号を送らなかった場合は、ベトルーガーは自分でそれを行い、増援を輸送する船を使って地球に悪魔を送り込みたいと考えている。その後ベトルーガーは基地のリサイクル施設で有毒ガスを利用して主人公を殺そうとするが、うまくいかなかった。デルタラボに到着した際に、主人公は瞬間移動の実験に隠れた詳細と、標本を回収するための地獄の探索、ベトルーガーの実験に対する強迫観念の増加はもちろん、火星の地下の異星考古学的採掘のことも知った。採掘は火星上で発見された古代文明の遺跡を採掘するもので、ソウルキューブと言う名の遺物を産していた。主人公が研究所で生きているのを発見したある科学者によれば、ソウルキューブは、古代文明が地獄の軍勢から防衛するために作り上げた兵器なのだという。科学者はベトルーガーがゲームの始まりに、ポータルの中にソウルキューブを入れ、それを地獄に置いた時に侵略が始まったことも明かした。主人公は研究所を進みベトルーガーを追ったが、ベトルーガーにトラップの中に誘い込まれて、メインの瞬間移動ポータルの中に引きこまれてしまった。
ポータルは主人公を地獄へと連れて行った。そこで主人公は、莫大な数のデーモンと戦いながら、なんとかソウルキューブへの道を切り開き、デーモンのガーディアンを打ち破った。その後主人公は、観測隊が地獄に残した瞬間移動設備を再起動し、デルタラボに帰還することができた。だが、ベトルーガーは主人公に、UACのメインテレポーターが破壊されたが、地獄は火星上に、何百万ものデーモンを火星に連れてくることが可能な地獄の口を開いていると語った。その後、デルタラボで主人公は傷ついたエリオットに出会った。エリオットは、トーマスがことによるとはじめから地獄に内通していて、悪魔のために変身してしまったことを知らせた。エリオットは、ジャックがトーマスの後を追いかけてしまったと語り、火星の地下にある地獄の口の位置に関する情報が含まれている自分のPDAを主人公に渡し、一人で基地を脱出してみると請け合った。
しかし、主人公が基地の中央コンピュータ処理セクターでジャックに追いつくと、ジャックは致命傷を負っており、息絶える前にトーマスがジャックのBFG 9000を奪ったというだけの力しかなかった。そして、トーマスはデーモンのような声で主人公を嘲り始めた。主人公はやがて中央コンピュータコアでトーマスと対決し、トーマスが戦車風基地で移植を受けたサイボーグであることが明らかになった。主人公はトーマスを殺し、ソウルキューブを発掘した考古学的採掘跡地のSite 3へと、火星の表層下奥深くに進んでしまう前にBFG 9000を回収することができた。この初期の採掘跡地で、主人公は地獄の口を発見したが、地獄最強の戦士、サイバーデーモンによって守られていた。主人公は戦闘で、ソウルキューブを使ってサイバーデーモンを下し、そしてソウルキューブは地獄の口を封印した。エンディングのカットシーンでは基地に到着した地球からの増援が虐殺を発見するところが描かれている。彼らは主人公が生きているのに気づいたが、エリオットが死んでしまったことを悟った。しかし、ベトルーガーを見つけることはできなかった。最後のシーンで、彼は地獄でドラゴンのようなデーモンとして蘇っているところが描かれている。

### キャラクター
Doom 3には主要キャラクターが5人存在する。プレイヤーはUACの火星基地に到着したばかりの氏名不詳のスペースマリーンの伍長の役割だと考える。プレイヤーの担当下士官はトーマス・ケリー曹長であり、ニール・ログが声を担当しており、 ゲームの前半通信機越しに、プレイヤーに目標と助言を与える人物である。ストーリーにおける敵役を担うのは、UACの得体のしれないデルタラボ部門の首位科学者であったマルコム・ベトルーガー博士である。彼は、人間性の制圧が起こったために、地獄の軍勢と協力して動いていたことが明かされる。フィリップ・L・クラークが提供しているベトルーガーのデーモンの声は、 ゲームを進めるにつれ度々プレイヤーをあざける。最後の二人の主要キャラクターはエリオット・スワンとジャック・キャンベルである。チャールズ・デニスが声を担当しているエリオットは、 UACの取締役会の代理人であり、ベトルーガーの研究の調査に加え、告発者からの援助要求の後の火星基地上での事故件数の増加を調査するために派遣された。エリオットはほとんど常に、彼のボディーガードを務めておりBFG 9000で武装しているもう一人のスペースマリーン、ジャックと一緒である。ジャックの声はアンディ・チャンレイが担当している。エリオットとジャックはゲーム中しばしばプレイヤーの数歩前にいるところが示されるが、ゲーム後半まで辿りついたり直接コミュニケーションをとることはできない。本作にはストーリーに詳細を加えたり、特定の部分でプレイヤーをアシストしてくれる大勢のマイナーキャラクターも存在している。プレイヤーは多様な研究と開発計画、UAC基地を通じた考古学的採掘に関わった複数の科学者はもちろん、同僚の海兵隊員や、警備員にも出会う。民間人の雇用者が官僚的仕事に従事しており、整備作業員も見られる。

## 開発

### 制作

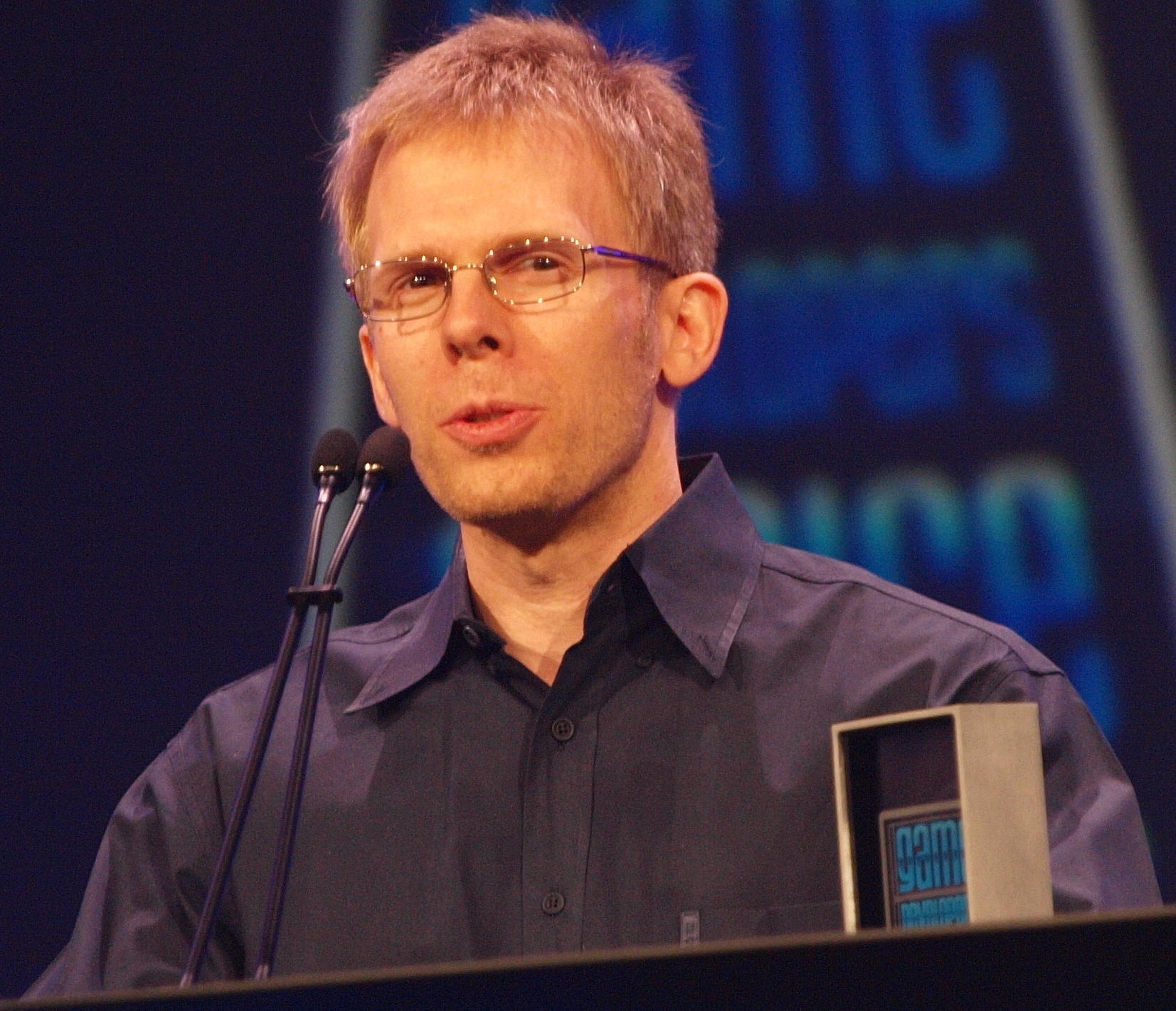
Doom 3に搭載されているゲームエンジンはジョン・D・カーマックが開発した。カーマックは本作の初期計画にも積極的に関与した。

2000年6月、id Softwareのゲームエンジンデザイナー、ジョン・D・カーマックは、内部企業計画は次世代の技術を使用したDOOMのリメイクの発表であると公表した。この計画はid Software内でDoom 3のリメイクについての論争が激しくなっていることを明らかにした。id Softwareのオーナーである二人、ケヴィン・クラウドとエイドリアン・カーマックはいつもDoomのリメイクに強く反対していて、idは決まりきったやり方や同じ資産を使いまわしすぎないべきだと考えていた。しかし、Return to Castle Wolfensteinの良好な反応とレンダリング技術における最新の進歩を受けて、社員のほとんどがリメイクは正しい考えであるということに同意し、二人のオーナーにこのような最後通牒を送った。Doom をリメイクさせないなら、首を切れ、と。節度を保ち平和的な対立の後（ただし扇動者の一人であったアーティストのポール・スティードは報復に解雇された）、 Doom 3を手掛けるという協定が結ばれた。id SoftwareはQuake III: Team Arenaを終えた直後、2000年後半にDoom 3の開発を始めた。2001年には、幕張メッセのMacworld Conference & Expoで一般に初めて公開され そして後に2002年のE3でデモが行われ、15分間のゲームプレイデモが公開された。その年のE3で5つの賞を獲得した。
Doom 3の開発初期に、Doomシリーズのファンであったバンドナイン・インチ・ネイルズのトレント・レズナー がDoom 3の楽曲と音響効果を作曲することになった。しかし、「時と金、放漫経営」にために、 トレント・レズナーの音響効果ないし楽曲が最終的な製品に使われることはなかった。結局、ナイン・インチ・ネイルズの元ドラマー、クリス・ヴレナがゲームのテーマソングを作曲・演奏した。Doom 3はそれまでのid作品以上にストーリーに注力することも目指されており、さらにプロの吹き替えを入れる開発者の意識的努力で実証された。2002年後半、ATI Technologiesの社員二人がDoom 3の開発版をインターネット上にリークした。一年後、新しいトレイラーが2003年のE3で公開され、その直後id Softwareのウェブサイトが更新され、今後のプロジェクトとしてDoom 3を展示したが、Doom 3は2003年のホリデーシーズンには間に合わないだろうことも発表されていた。ジョン・カーマックによれば、開発は予想していたより長引いたという。元々、本作は2003年のクリスマスに発売予定だった。

### テクノロジー
id Softwareのリードグラフィックスエンジンデベロッパーであるジョン・カーマックによれば、Doom 3のテクノロジーは3つの主要な機能にサポートされている。
リアルタイムに完全な動的パーピクセルライティングで表示する複雑なアニメーションやスクリプト、単一化ライティング・シャドウィングと、ステンシルシャドウィング、ゲームに付加的な対話性を与えるGUIの外観である。Doom 3のために開発されたid Tech 4のグラフィクスエンジンの主要な進歩は統合型ライティング・シャドウィングである。マップ生成中にライトマップを演算やレンダリングして、マップデータにその情報を保存しているというより、ほとんどの光源元をリアルタイムに演算している。これにより、光源がモンスターや機械のような非静的オブジェクトにも影を投げかけられるようになり、これは静的な無指向性ライトマップでは不可能なことであった。このアプローチの欠点は、エンジンがソフトシャドウやグローバル・イルミネーションをレンダリングできないことである。
ゲーム世界との対話性の増大のために、id Softwareはゲーム内コンピュータに数百の高解像度でアニメートされた画面をデザインした。コンピュータを操作するのに「キー入力」という単純な方法を使用するのではなく、クロスヘアを画面上でマウスカーソルとして振る舞わせて、プレイヤーがゲーム世界でコンピュータを使えるようにした。これにより、ゲーム中のコンピュータターミナルが、セキュリティドアコードを操作したり、機械の電源をつけたり、ライトを切り替えたり、武器ロッカーをアンロックしたりするなど、複数の機能を実行できるようになった。Doom 3の説明書によると、GUIのデザイナー パトリック・ダフィは、グラフィカルインターフェースとコンピュータの画面、Doom 3の至る所にあるディスプレイのすべてを作成するのに、スクリプトのコードの50万行以上を書き、25,000以上の画像を生成した。ゲームエンジンのほかの重要な特徴は法線マッピングとテクスチャの鏡面ハイライト、オブジェクトの物理演算の現実的扱い、動的アンビエントサウンドトラック、そしてマルチチャンネルサウンドである。XboxのDoom 3では480pのワイドスクリーンビデオディスプレイ解像度とドルビーデジタルサラウンドサウンドに対応している。

## 発売
Doom 3は2004年7月にマスターアップを迎え、Mac OS X版が次の日に確認された。Doom 3はアメリカ合衆国では2004年8月3日に、その他地域では8月13日に発売された。高い需要のため、本作は発売日の真夜中に特定の販路で購入できた。加えて、Linux版がティモシー・ベセにより2004年10月4日に発売された。Mac OS X版は2005年3月14日に発売され、2006年2月20日出たパッチ 1.3 Rev. Aにはx86 アーキテクチャーのサポートをMac OS Xに追加するUniversal Binaryが含まれていた。最終的に、修正されたXbox移植が2005年4月3日に発売された。
本作発売の1週間前、id SoftwareとCreative Labsによって妥結されたDoom 3におけるEAXオーディオテクノロジー含む協定が、後者の企業が保有しているソフトウェア特許の強い影響下にあることが明るみに出た。この特許は、カーマック・リバースと呼ばれる影をレンダリングするテクニックを扱ったもので、ジョン・カーマックとCreative Labsのプログラマが双方別々に開発していた。id Softwareは完成したゲームでこのテクニックを使うのに、法的な責任があったため、この問題を和らげるためにid Softwareは、訴えに対する賠償金の対価として、Creative Labsのサウンドテクノロジーのライセンスを受けることに同意した。
QuakeCon 2011の基調講演の間に、ジョン・カーマックはDoom 3のエンジンのソースコードを公開することを発表した。ソースコードは、2011年11月22日にGPLの下にオープンソース化された。Creative Labsが保有している特許に対する潜在的な特許違反を避けるために影をレンダリングするコードに細かな調整が加えられていた。3Dモデルや音楽、音響効果などの素材はEULAに従うものとされている。

## バージョン

### 拡張
2005年4月3日、Doom 3の発売から8ヶ月後、id SoftwareはWindowsでDoom 3の拡張パックを発売した。Resurrection of Evilと銘打たれた本拡張は、Return to Castle WolfensteinやDOOMのXbox移植など、いくつかの他のプロジェクトでid Softwareのパートナーをしていた企業であるNerve Softwareによって開発された。Activisionから改めて発売されたLinux版は2005年5月24日に発売され、Xbox版が2005年10月5日と続いた。本拡張は、オリジナルのストーリーの2年後が舞台となる新規12ステージのシングルプレイヤーキャンペーンに加え、うち一つがゲーム中の物理演算に最適化された3種類の新武器を売りにしていた。多くの新敵キャラクターも導入された。マルチプレイヤーのゲームデザインも強化され、公式にプレイヤー制限が8人に増加し、キャプチャー・ザ・フラッグなどの新ゲームモードを追加した。Resurrection of Evilの反応はDoom 3ほどよくはなかったが、それでも概してこの業界の批評家から好意的なレビューを受けた。

## 反応
Doom 3はid Softwareにとって批評・商業面で成功を収めた。2007年初め前後に、350万本以上をDoom 3は売り上げており、現在までid Softwareが開発した中で最も成功したゲームになった。Doom 3のゲームエンジンid Tech 4は、Human Head StudiosのPreyや、Raven SoftwareのQuake 4、Splash DamageのEnemy Territory: Quake Wars、Raven SoftwareのWolfenstein、Splash DamageのBrinkなど、他の開発者の使用のためにライセンスされている。しかし、id Tech 4はEpic GamesのUnreal Engineと比較すると広くライセンスされているとは言えない。
Doom 3は批評家から好意的反応を受けた。本作のPC版は、レビュー編集サイトであるMetacriticとGameRankingsで各々87%のスコア と88%のスコア をつかんだ。多くの賞賛がDoom 3のグラフィックと演出のクオリティに贈られた。GameSpotは、本作の環境を「納得いく感じで真に迫っていて、濃い雰囲気で、驚くほど広大」と説明したが、 一方PC Gamer UKは、グラフィックと、ノンプレイヤーキャラクターのモデリングとアニメーションを単に「欠点がない」と説明し、Doom 3は、オリジナルのDOOMの発売から11年後のDoom 3フランチャイズのゲーム業界の最前線への帰還の兆しだと述べた。IGNのダン・アダムズは、著しく高いゲームの比率を占めている本作の演出を特筆し、「雰囲気なしではDoom 3は90年代のそれを懐古している平凡なシューターだ」と述べた。加えて、多くのレビュワーが低めのグラフィックレベルであっても、それでも驚くほど見栄えが良いことでid Softwareを称賛した。
かなりのレビュワーがゲームの背景と設定に払った注意を称賛した。GameSpotのグレッグ・カサヴィンは「Doom 3が十分にリアルな世界で起こるという感動」を得たと説明し IGNは「UAC基地にもリアリズムに寄与する非常に使い古した生活感がある。」と特筆した。とりわけEurogamerは、本作のオープニングのシークエンスは、Valve Corporationのジャンルを定義したHalf-Lifeの「素晴らしきアイディアたちにふさわしい賛辞のようだ」と指摘した。
多くのレビュワーがDoom 3は類似の「ラン・アンド・ガン」のこれまでの作品で成功を収めていたプレイスタイルに忠実であると特筆しており、本作はこの要素については賞賛と批判、半々であった。数人のレビュワーがしばらくしてからゲームプレイで感じる過度な繰り返しを批判した。さらに、本作の人工知能は特に挑戦的であるとはいえず、GameSpotは「敵は、プレイヤーがこれまでのDoomシリーズから想起できるのと同じ意外性のない道を辿っている」と特筆している。一方、GameSpyは敵がプレイヤーを攻撃するためにスポーンするやり方は子供だましだと述べた。このレビュワーは、プレイヤーがぽつんとある防具を拾うと、色々なゾンビが闇に隠された場所から湧いてくることに気付くだろうと特筆している。さらに、数人のレビュワーは、本作のストーリーを伝える手法が「効果なし」であり、プレイヤーキャラクターのアイデンティティの不足により混ざり合ってしまっていると書いている。最後に、本作のマルチプレイヤーは、特にid Softwareの有力作Quake III Arenaとは対照的にプレイヤー制限の低さとゲームモードの少なさ故に、イノベーションに欠けているとみられていた。
Doom 3のXbox版は似通ったレベルの批評的支持を受け、Metacriticで88%、GameRankingsで87.7% のスコアをつかんだ。本作はPC版と同じ点の多くを称賛・非難されたが、 なめらかさの維持とゲームパッドでの扱いやすい操作はもちろん、2プレイヤーの協力マルチプレイヤーモードをいれたことについて賞賛され、IGNは「単独で入場料の価値はある」と述べた が、批評家の中には、Xbox向けにスケールダウンされたとはいえ、ゲームエンジンはXboxハードウェアには荷が重いために、プレイ中処理落ちしてしまったものもいた。

### 遺産
シリーズに緩やかに基づくDoomの映画が2005年10月21日、アメリカ合衆国で、2005年12月2日にイギリスで封切られた。アンジェイ・バートコウィアクが監督し、カール・アーバンとロザムンド・パイク、ザ・ロックが主演した。この映画はあまりうまくいかず、批評的反応も悪く、 初週末の合計チケット売り上げは1530万米ドルを超えたが、2週目には420万ドルにまで急落した。
2008年に、Doom 3 とResurrection of Evil のストーリーと脚本を手がけたマシュー・J・コステロによるDoomの小説の新シリーズが出版された。これまでのDoom の小説は最初の二作の筋書きを拡張した。本書のシリーズはDoom 3のストーリーをノベライズすることが狙いであり、第一巻のWorlds on Fireが2008年2月26日に出版された。シリーズの第二巻Maelstrom は2009年3月に発売された。
新しいid Tech 5ゲームエンジンでid Softwareが開発しているDoomの次回作Doom 4は2008年5月に発表されたが、 このゲームはDoom 3 のストーリーを続けない予定だ。2011年11月22日に、Doom 3 のエンジンのソースコードがGPLの下に公開されたが、本作の素材はなおもEULAに従うものとされている。後のソースコードの更新にはBFG Edition のためになされた変更が含まれており、この再公開コードをもって、LinuxやMac OS Xのような予めサポートされていなかったその他のプラットフォームに潜在的に移植可能であり、このような移植はやがてリリースされた。